# منتخب الفلبين تحت 21 سنة لكرة القدم
منتخب الفلبين تحت 21 سنة لكرة القدم (بالإنجليزية: Philippines national under-21 football team)‏ هو ممثل الفلبين الرسمي في المنافسات الدولية في كرة القدم في فئة كرة قدم تحت 21 سنة للرجال، يديريه اتحاد الفلبين لكرة القدم.